# Tinglev Kommune
| Daten     | Daten             |
| --------- | ----------------- |
| Fläche    | 326,15 km² (2005) |
| Einwohner | 10.148 (2005)     |
| Website   | www.tinglev.dk    |

Tinglev Kommune (deutsch Tingleff) war eine Kommune im Sønderjyllands Amt im Süden von Dänemark. Sie entstand 1970 durch Zusammenlegung der Landgemeinden Bjolderup, Burkal, Bylderup, Ravsted, Tinglev und Uge. 2007 ist sie in der neuen Großkommune Aabenraa mit Sitz in Aabenraa aufgegangen.
Koordinaten: 54° 56′ N, 9° 15′ O